# Speyerer Wald
Als Speyerer Wald wird geographisch die große geschlossene Waldfläche bezeichnet, die sich über knapp 18 km zwischen dem Haardtrand bei Neustadt an der Weinstraße im Westen und Speyer am Rhein im Osten erstreckt und im Wesentlichen dem eiszeitlichen Schwemmkegel des Speyerbachs und des Rehbachs entspricht. Hinzu kommen im Süden die Waldstücke, die sich auf den Schwemmfächern der Speyerbachzuflüsse Kropsbach und Modenbach erhalten haben.

## Geographie
Aus historischen Gründen wird der Westteil des zusammenhängenden und geologisch zusammengehörenden Waldgebiets als Ordenswald bezeichnet.
Forstlich ist der Wald in viele Teilgebiete mit eigenen Bezeichnungen gegliedert, wie Ordenswald, Unterwald, Mittenwald, Oberwald, Haßlocher Wald, Ganerbwald,
- Schifferstadter Wald auch Schifferstädter Stadtwald (nördlich der A 61),
- Stadtwald Speyer oder Speyerer Stadtwald (zwischen A 61 und L 528 Iggelheimer Straße),
- Dudenhofener Wald (südlich der L 528, Iggelheimer Straße, bei Dudenhofen).[1]

Der Speyerer Wald beginnt mit dem Ordenswald mit einer Spitze bei Neustadt und erweitert sich zwischen Mußbach und Haßloch im Norden und Lachen-Speyerdorf im Süden als spitzes Dreieck, dessen Ränder zunächst annähernd den heutigen Verläufen des Rehbach im Norden und des Speyerbach im Süden entsprechen.
Im Norden grenzen östlich von Haßloch Iggelheim und dann Schifferstadt an den Speyerer Wald, im Süden östlich von Lachen-Speyerdorf Geinsheim, Hanhofen und Dudenhofen. Der Wald erweitert sich nahe Speyer in Nord-Süd-Richtung ungefähr auf 4 bis 5 km.
Durch Rodungen für den Stadtteil Speyer-Nord, die nach dem Ersten Weltkrieg begannen und bis in die Gegenwart andauern, für Teile des Stadtteils Speyer-West (der aber überwiegend auf Ackerflächen errichtet wurde) und zuletzt für das Gewerbegebiet Nordwest zwischen diesen beiden Stadtteilen entspricht die Ostgrenze des Speyerer Waldes in etwa dem Verlauf der vierspurig ausgebauten, in Nord-Süd-Richtung verlaufenden Bundesstraße 9. Östlich von ihr existiert nur noch ein schmaler Sichtschutzstreifen.
Im Mittelalter folgte die Speyerer Landwehr im Gebiet der Freien Reichsstadt dem damaligen Verlauf der Waldgrenze und schützte so u. a. die Feldflur und weidendes Vieh vor auswärtigen Dieben.

## Geologie

### Entstehung des Gebietes – ein Schwemmfächer aus der letzten Eiszeit
Von den Randgebirgen des Oberrheingrabens streben zahlreiche Bäche dem Rhein zu, so auch vom Pfälzerwald über den Haardtrand in östlicher Richtung. In der letzten Eiszeit und mit deren Rückgang stand reichlich Schmelzwasser zur Verfügung, das große Mengen abgetragenen Gesteinsschuttes und Sande aus dem Gebirge in die Rheinebene transportierte. In der Ebene verteilte sich das Wasser und so lagerten sich Kiese und Sande dort ab und bildeten sogenannte Schwemmfächer. Der Name kommt von der dreieckigen Form, die sich in die Ebene zum Rhein hin ausweitet. Im Falle des Speyerer Waldes ist der Ausgangspunkt der Austritt des Speyerbaches aus dem Neustadter Tal in die Ebene. Weil der überwiegend sandige Boden für den Ackerbau wenig interessant, weil wenig ertragreich war, konnten sich auf diesen Schwemmfächern auch nach Durchsetzung der Landwirtschaft als Wirtschaftsform Waldgebiete erhalten, während die daneben liegenden Lössgebiete früh gerodet wurden.
Weiter im Süden des Speyerer Waldes existieren weitere Wälder auf den alten Schwemmfächern der Queich und dann des Klingbachs, die aber deutlich kleiner als der Speyerer Wald sind. Noch weiter im Süden auf dem Schwemmfächer der Lauter und auch des Otterbaches wächst der größere Bienwald bis knapp über die französische Grenze.

### Sanddünen
Je weiter die Bäche in die Ebene flossen, umso mehr verteilte sich das Wasser und umso mehr verlangsamten sie sich und das Material lagerte sich ab. Zuerst blieb das schwerere Material liegen. Kleinere Steine und Sand wurden weitertransportiert, bis auch sie sich ablagerten. Am Ende der Schwemmfächer finden sich daher besonders feine Sande. Diese wurden in trockenen Perioden teilweise zu Dünen aufgeweht, von denen sich einige erhalten haben, so z. B. der Ameisenberg im Speyerer Stadtwald, die höchste Düne.

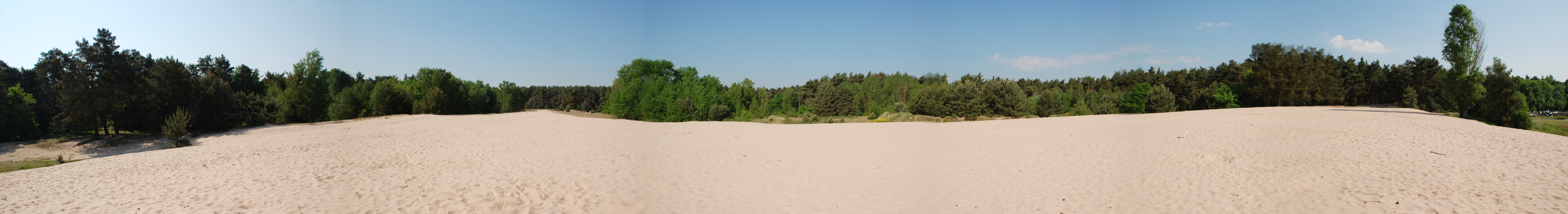
Panoramabild der großen Düne mit 300°

Nachdem die Sanddünen durch militärische Aktivitäten auf dem Gelände des Standortübungsplatzes Speyer im Bereich Dudenhofen und Speyer-West (der heute nur noch dem Spezialpionierbataillon 464 aus der Kurpfalzkaserne dient) vom Waldbewuchs freigelegt waren, konnten sich dort viele seltene und seltenste Arten ansiedeln.

## Klima
Die Durchschnittstemperatur liegt bei 10 °C, die jährlichen Niederschläge betragen um 600 mm, so dass man auch von einem Weinbauklima spricht.

## Flora und Fauna; Naturschutz

### Fauna-Flora-Habitat
Der Speyerer Wald gehört zum
- FFH-Gebiet 6616 301 Speyerer Wald und Haßlocher Wald und Schifferstädter Wiesen[6]

mit der Kurzcharakteristik:
- Großes Waldgebiet mit eingelagerten Offenlandbiotopen (magere Feuchtwiesen, Stromtalwiesen) und locker bewaldeten Binnendünen und Sandrasen. Naturnahe Buchen-Eichen-Wälder.

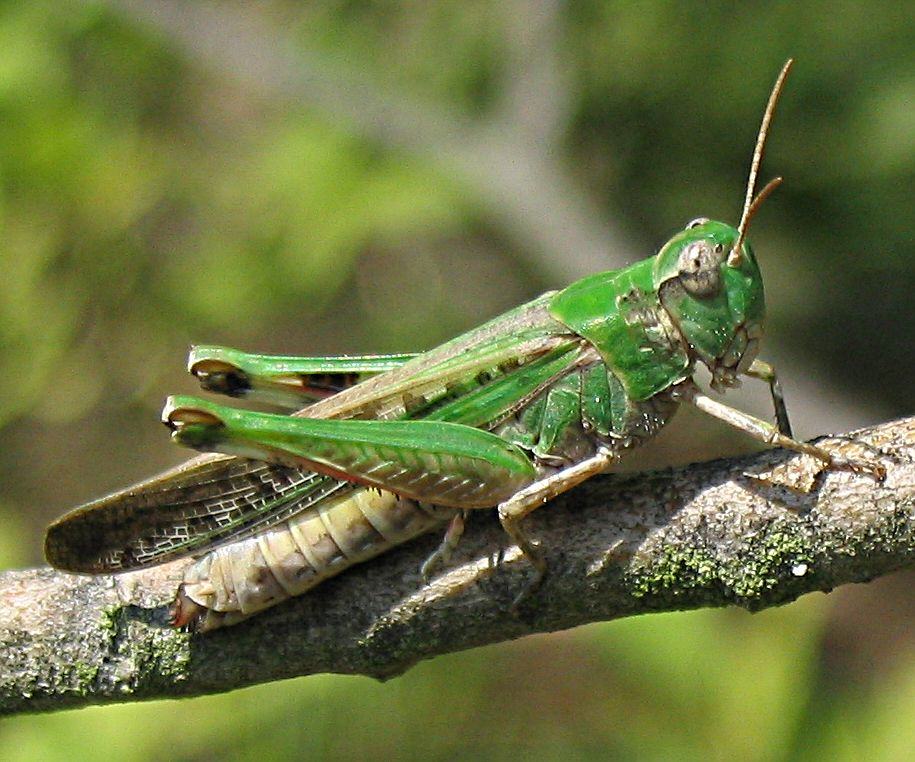
Sehr selten: der Sandrasenbewohner Grüne Strandschrecke

- Schutzwürdigkeit: Ausgedehntes Waldgebiet. Tierarten der lichten Wälder (u. a. Ziegenmelker). Einzigartige Sandrasen mit sehr seltenen Arten wie Aiolopus thalassinus (Grüne Strandschrecke). Magere Feuchtwiesen, naturnahe Tieflandsbäche.

und zum

### Vogelschutzgebiet

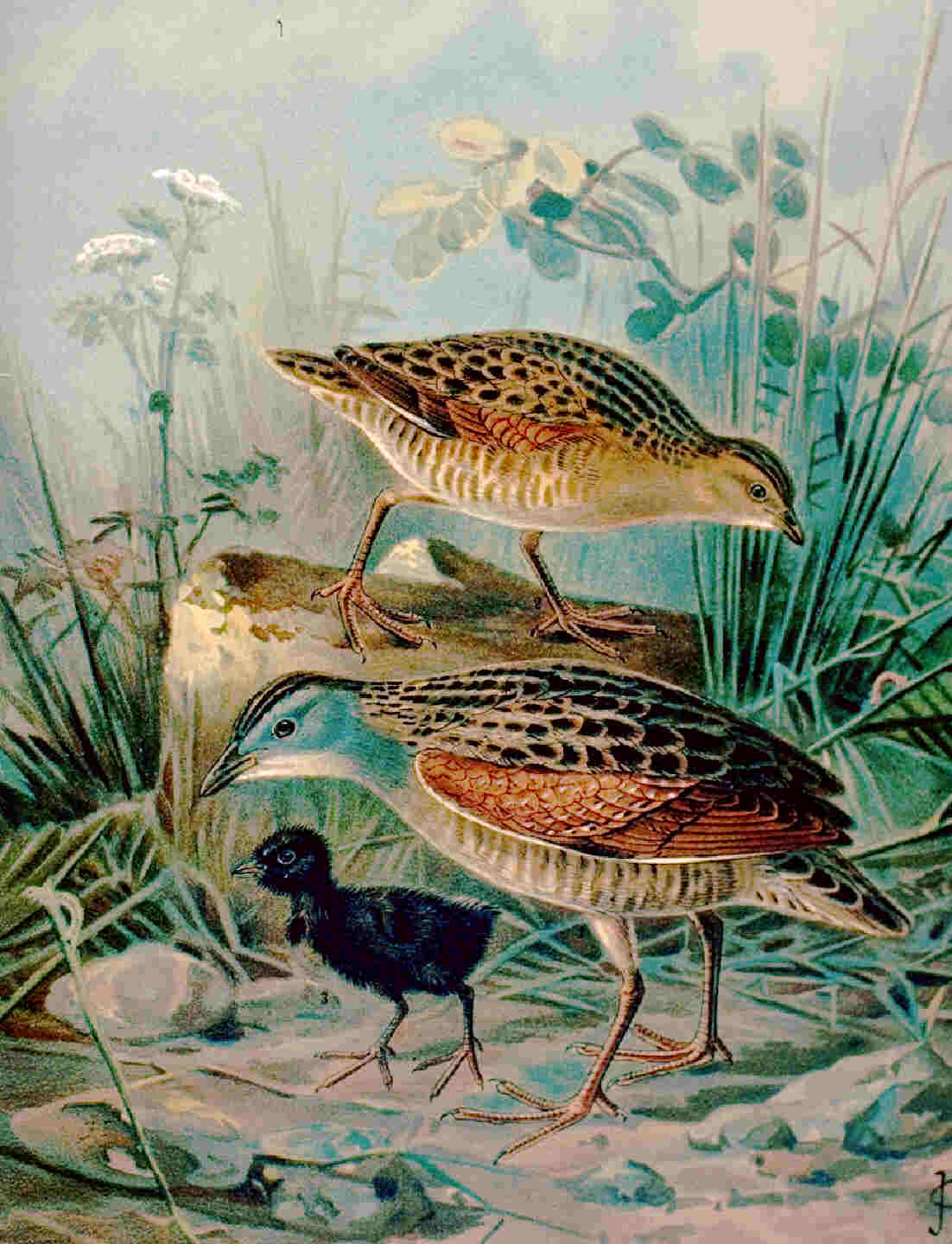
Wachtelkönig

- Vogelschutzgebiet VSG 6616-402 Speyerer Wald, Nonnenwald und Bachauen zwischen Geinsheim und Hanhofen[7]

Das Vogelschutzgebiet wird zugeordnet dem Biotoptyp:
- Niederungswälder mit Alteichenbeständen und trockene Laub- und Kiefernwälder auf Dünenstandorten. Bäche in flachen Wiesentälern mit kleinen Gewässern und Brachen bieten Brutmöglichkeiten für viele Wiesenvögel.

Die Schutzwürdigkeit ergibt sich aus folgender Feststellung:
- Insbesondere der Wachtelkönig ist als Leitart erwähnenswert. Grau- und Mittelspecht dominieren in den Alteichenbeständen, im Dünenwald große Bestände von Ziegenmelker, Wendehals u. a.

### Landschaftsschutzgebiet
Das Gebiet ist außerdem geschützt durch die Rechtsverordnung über das Landschaftsschutzgebiet LSG 3.027 „Rehbach-Speyerbach“ vom 30. November 1981
geändert: 14. Juli 1987 (Staatsanzeiger für Rheinland-Pfalz Nr. 3, S. 51 vom 25. Januar 1982).

## Verkehr
Durchschnitten wird der Wald im Nordosten durch einen Bogen der A 61, im Westen bei Neustadt durch die A 65 in Nord-Süd-Richtung und seit 1847 durch die Bahnlinie Speyer-Schifferstadt. Der Durchschnitt durch die B 9 wurde durch Rodung der östlichen Waldstücke eher zu einer Begrenzung. Außerdem verlaufen mehrere untergeordnete Straßen durch den Wald, so die
- L 454 Speyer → Schifferstadt, Schifferstadter Straße genannt,
- L 528 Speyer → Böhl-Iggelheim, Iggelheimer Straße genannt,
- Rennbahnstraße und diese treffend die L 529 Haßloch südlich zur B 39,
- L 530 Haßloch → Geinsheim,
- K 14 Haßloch mit dem in den Wald geschobenen Industriegebiet-Süd nach Lachen-Speyerdorf, das ebenfalls ein Gewerbegebiet in den Wald geschoben hat, so dass dieser dort fast durchtrennt ist.

### Lärmschutz
Der Wald entlang der A 61, B 9, L 528, L 454, K 14 und der Eisenbahnstrecke wurde teilweise zum Schutz der angrenzenden Wohnbebauungen und Erholungsflächen als Lärmschutzwald ausgewiesen. Der Flächennutzungsplan der Stadt Speyer gibt vor, die Entwicklung eines dichten Unterstandes zu fördern, um eine möglichst hohe Lärmdämmumg zu erzielen.